# Фокс-Айленд (Вашингтон)
Фокс-Айленд (англ. Fox Island) — переписна місцевість (CDP) в США, в окрузі Пірс штату Вашингтон. Населення — 3921 особа (2020).

## Географія
Фокс-Айленд розташований за координатами 47°15′8″ пн. ш. 122°37′43″ зх. д. / 47.25222° пн. ш. 122.62861° зх. д. (47.252115, -122.628574).  За даними Бюро перепису населення США в 2010 році переписна місцевість мала площу 16,55 км², з яких 13,51 км² — суходіл та 3,04 км² — водойми.

## Демографія
Згідно з переписом 2010 року, у переписній місцевості мешкали 3633 особи в 1384 домогосподарствах у складі 1111 родини. Густота населення становила 219 осіб/км².  Було 1565 помешкань (95/км²).
Расовий склад населення:
| - 93,4 % — білих - 1,3 % — азіатів - 0,8 % — корінних американців - 0,7 % — чорних або афроамериканців - 0,1 % — вихідців з тихоокеанських островів |

До двох чи більше рас належало 3,4 %. Частка іспаномовних становила 3,2 % від усіх жителів.
За віковим діапазоном населення розподілялося таким чином: 23,5 % — особи молодші 18 років, 60,5 % — особи у віці 18—64 років, 16,0 % — особи у віці 65 років та старші. Медіана віку мешканця становила 47,1 року. На 100 осіб жіночої статі у переписній місцевості припадало 101,6 чоловіків;  на 100 жінок у віці від 18 років та старших — 97,2 чоловіків також старших 18 років.
Середній дохід на одне домашнє господарство  становив 126 227 доларів США (медіана — 95 208), а середній дохід на одну сім'ю — 136 550 доларів (медіана — 98 707). Медіана доходів становила 91 953 долари для чоловіків та 51 364 долари для жінок. За межею бідності перебувало 5,1 % осіб, у тому числі 4,6 % дітей у віці до 18 років та 4,3 % осіб у віці 65 років та старших.
Цивільне працевлаштоване населення становило 1667 осіб. Основні галузі зайнятості: освіта, охорона здоров'я та соціальна допомога — 21,5 %, науковці, спеціалісти, менеджери — 12,9 %, транспорт — 10,1 %, мистецтво, розваги та відпочинок — 9,6 %.